# Distretto di Mouyondzi
Mouyondzi è un distretto della Repubblica del Congo, che fa parte del dipartimento di Bouenza. È composto dal centro abitato omonimo e dall'area rurale circostante.